# Internationale Ermäßigungskarte für Eisenbahnpersonal

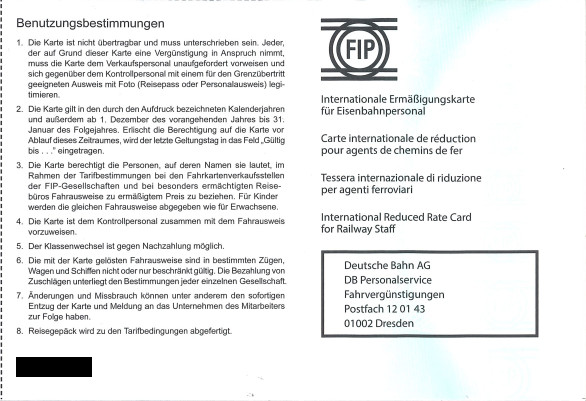
Vorderseite des „FIP-Ausweises“

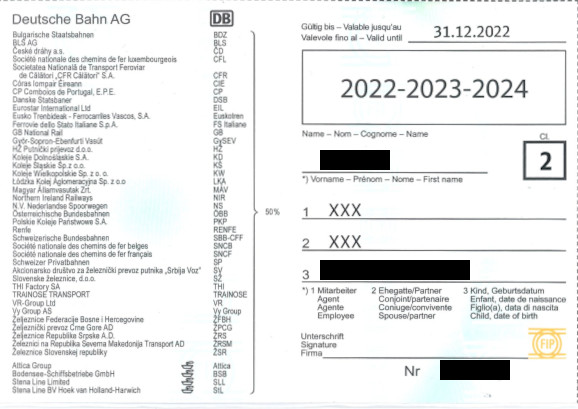
Rückseite des „FIP Ausweises“

Mit der Internationalen Ermäßigungskarte für Eisenbahnpersonal (umgangssprachlich in Deutschland FIP-Ausweis genannt) bekommen bestimmte Eisenbahnbedienstete Fahrpreisvergünstigungen bei den im Gültigkeitsraum genannten Bahn- und Schifffahrtsverwaltungen innerhalb Europas. „FIP“ steht für Groupement pour les facilités de circulation internationales du personnel des chemins de fer (deutsch Die Vereinigung für die internationalen Fahrvergünstigungen des Eisenbahnpersonals). Die englischsprachig FIP International Reduced Rate card genannte Rabattkarte gilt auch für Beschäftigte britischer Eisenbahngesellschaften.
Mit diesem Ausweis bekommen Mitarbeiter der unten aufgeführten Bahnverwaltungen ermäßigte Fahrkarten im Streckennetz der anderen beteiligten Bahn- und Schifffahrtsverwaltungen. In Verbindung mit einem Internationalen Fahrscheinheft gibt es zusätzlich die Möglichkeit, auf den anderen Streckennetzen Freifahrten zu erhalten. Die Ermäßigungskarte und die Fahrscheinhefte müssen jeweils bei den zuständigen Bahnverwaltungen des Personals beantragt werden.

## Gültigkeitsraum
Die Internationale Ermäßigungskarte für Eisenbahnpersonal wird bei folgenden Bahnverwaltungen anerkannt:
- Belgien: Nationale Maatschappij der Belgische Spoorwegen / Société nationale des chemins de fer belges (NMBS/SNCB)
- Belgien: THI Factory SA (THI)
- Bosnien und Herzegowina: Željeznice Federacije Bosne i Hercegovine (ŽFBH)
- Bosnien und Herzegowina: Željeznice Republike Srpske A.D. (ŽRS)
- Bulgarien: Balgarski Darschawni Schelesnizi (BDŽ)
- Dänemark: Danske Statsbaner (DSB)
- Deutschland: Deutsche Bahn AG (DB AG)
- Finnland: VR-Yhtymä Oy (VR) (bis 31. Dezember 2025)[4]
- Frankreich: Société nationale des chemins de fer français (SNCF)
- Griechenland: Organismos Sidirodromon Ellados (OSE)
- Irland: Córas Iompair Éireann (CIE)
- Italien: Ferrovie dello Stato Italiane S. p. A. (FS Italiane)
- Kroatien: HŽ Putnički prijevoz d.o.o. (HŽ)
- Litauen: LTG Link (LTG) (seit 1. Januar 2024)
- Luxemburg: Société Nationale des Chemins de Fer Luxembourgeois (CFL)
- Montenegro: Željeznički prevoz Crne Gore AD (ŽPCG)
- Niederlande: N.V. Nederlandse Spoorwegen (NS)
- Nordmazedonien: Železnici na Republika Sewerna Makedonia Transport (ŽRSMT)
- Norwegen: Vygruppen AS (Vy)
- Österreich: Österreichische Bundesbahnen (ÖBB)
- Polen: Polskie Koleje Państwowe (PKP)
- Polen: Koleje Dolnośląskie S. A. (KD)
- Polen: Koleje Śląskie
- Polen: Koleje Wielkopolskie Sp. z o. o. (KW)
- Portugal: CP Comboios de Portugal, E.P.E. (CP)
- Rumänien: Societatea Nationala de Transport Feroviar de Calatori „CFR Calatori“ S.A. (CFR)
- Schweiz: Schweizerische Bundesbahnen (SBB/CFF/FFS)
- Schweiz: BLS AG (BLS)
- Schweiz: Schweizer Privatbahnen (SP)
- Slowakei: Železnice Slovenskej republiky (ŽSR)
- Slowenien: Slovenske železnice, d.o.o. (SŽ)
- Spanien: Red Nacional de los Ferrocarriles Españoles (RENFE)
- Spanien: Eusko Trenbideak – Ferrocarriles Vascos, S.A. (Euskotren) (seit 1. Januar 2022)
- Tschechien: České dráhy a.s. (ČD)
- Ungarn: Magyar Államvasutak Zrt. (MÁV)
- Ungarn: Győr-Sopron-Ebenfurti Vasút (GySEV)
- Vereinigtes Königreich: Rail Delivery Group (RDG)
- Vereinigtes Königreich: Northern Ireland Railways (NIR)
- Vereinigtes Königreich: Eurostar International Ltd. (EIL)

Außerdem erkennen folgende Reedereien den Ausweis an:
- Deutschland: Bodensee-Schiffsbetriebe GmbH (BSB)
- Griechenland: Attica Group (Attica)[5]
- Niederlande: Stena Line BV Hoek van Holland–Harwich (StL)
- Vereinigtes Königreich: Stena Line Limited (SLL)

Alle genannten Unternehmen gewähren 50 % Ermäßigung auf den jeweiligen ausländischen Streckenanteil. Im eigenen Land gibt es hingegen keine Ermäßigung. Freifahrten bieten alle Mitglieder auf ihrem Streckennetz an bis auf die Unternehmen Eurostar bzw. Thalys (THI), ŽFBH und Attica.